# Alexander Jackson Davis

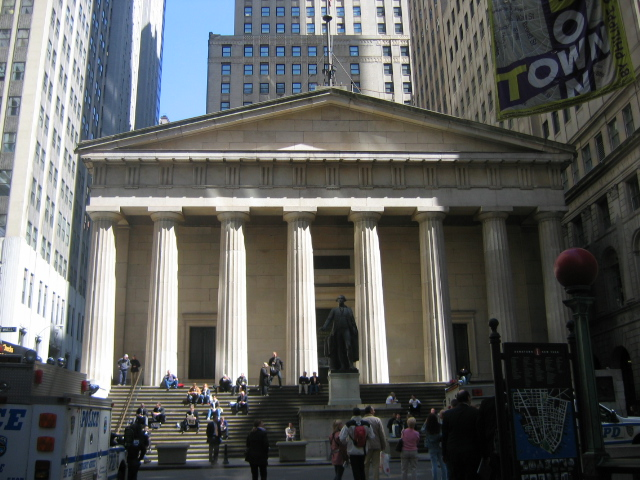
Federal Hall, New York City, in Zusammenarbeit mit Ithiel Town, 1833–42

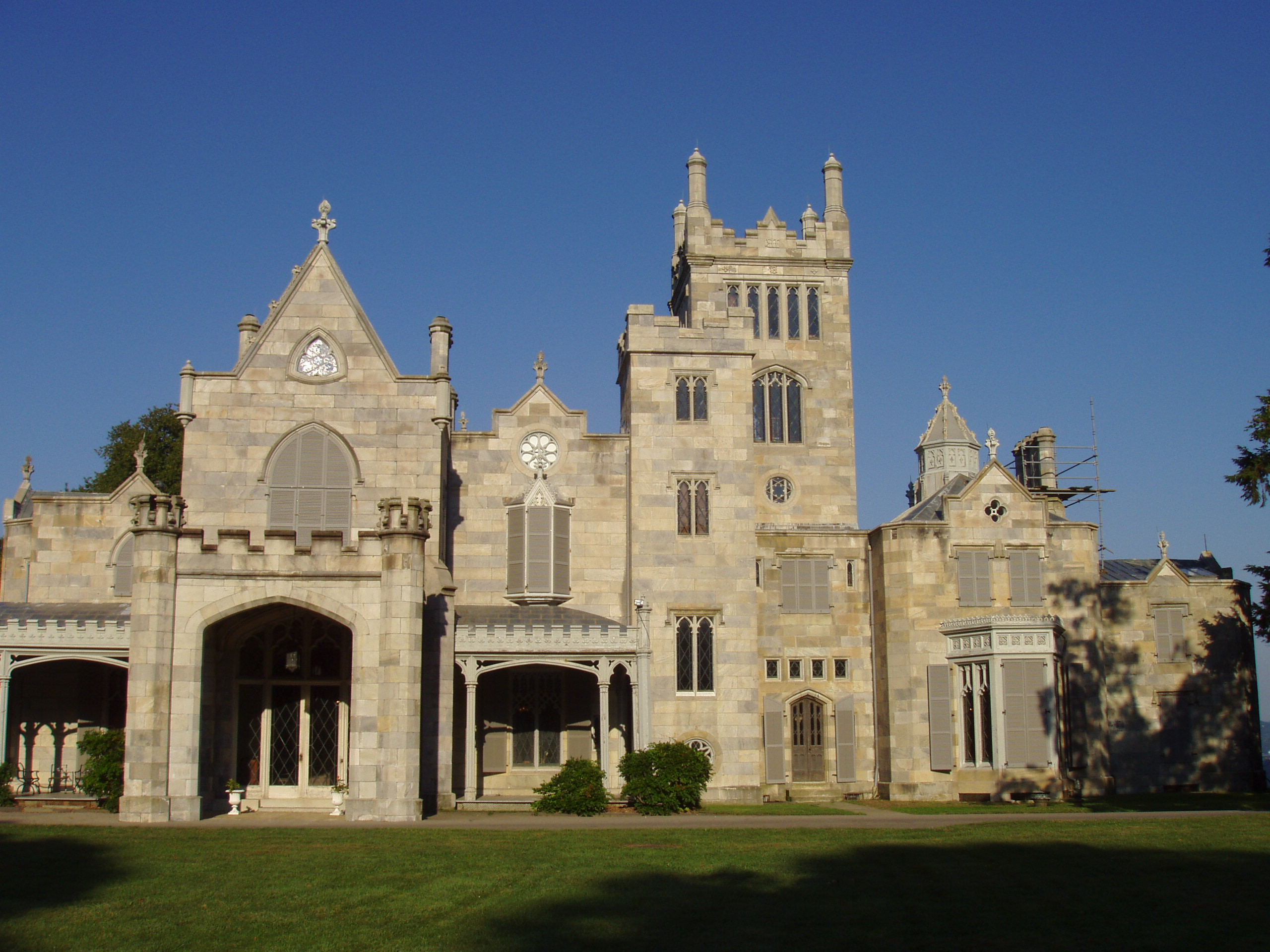
Vorderfassade der Villa Lyndhurst, 1838 und 1864

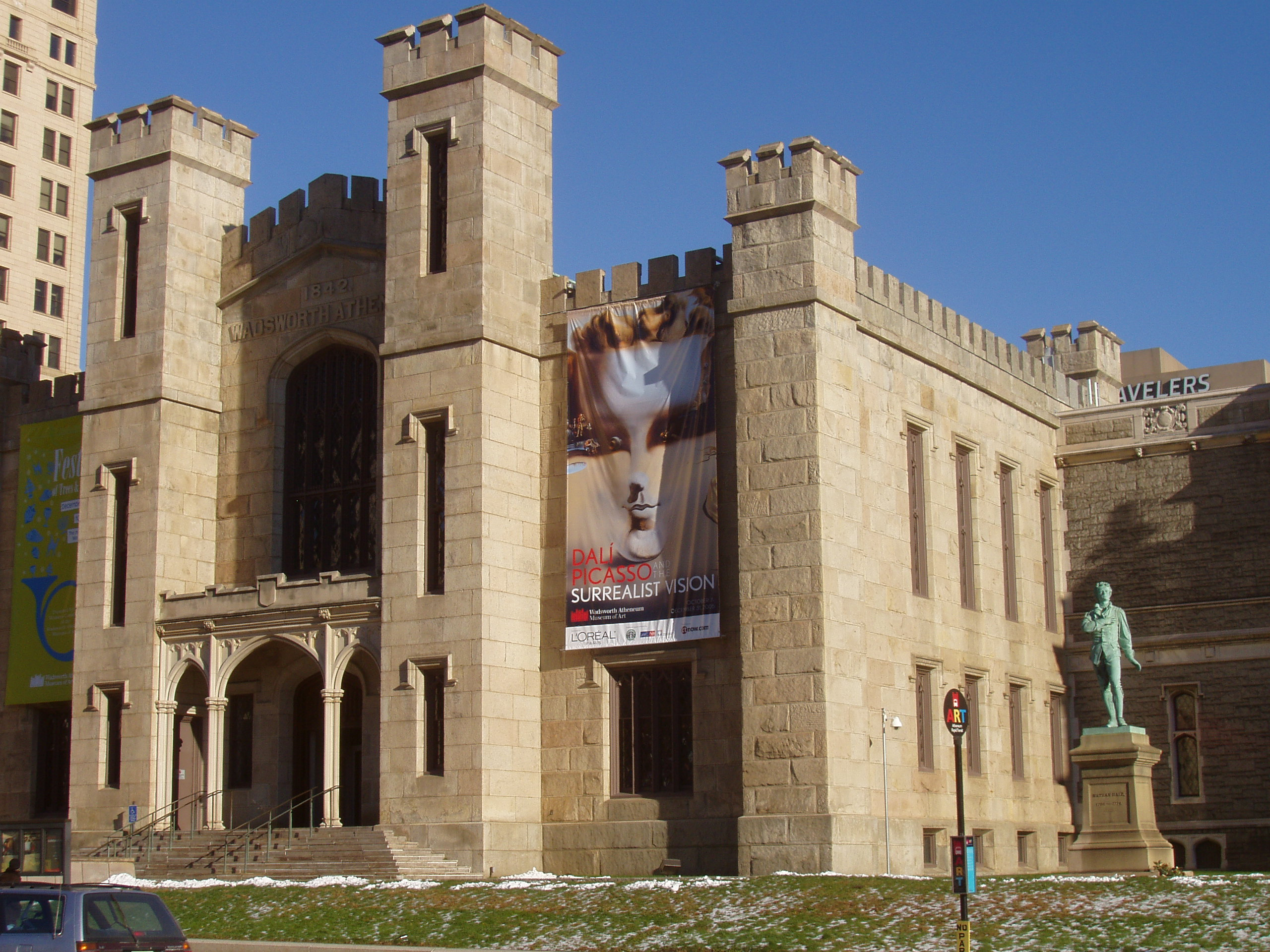
Wadsworth Atheneum, Hartford (Connecticut), 1842

Alexander Jackson Davis (A. J. Davis) (* 24. Juli 1803 in New York City; † 14. Januar 1892 in West Orange) war einer der erfolgreichsten und einflussreichsten US-amerikanischen Architekten seiner Generation.

## Werdegang
Davis war der Sohn von Cornelius Davis, eines Buchhändlers und Herausgebers theologischer Arbeiten, und Julia Jackson. Er verbrachte seine Kindheit in New Jersey und besuchte eine Grundschule im Hinterland des Staats New York. 1818 ging Davis nach Alexandria in Virginia um bei einem Halbbruder das Druckerhandwerk zu erlernen. Ab 1823 lebte er überwiegend in New York City. Er studierte an der American Academy of Fine Arts, der New York Drawing Association und der 1826 gegründeten National Academy of Design, an welcher er 1827 als assoziiertes Mitglied (ANA) angenommen wurde. Obwohl er die Schule abgebrochen hatte, wurde er ein angesehener Lithograf und arbeitete ab 1826 als Konstrukteur für den New Yorker Architekten Josiah R. Brady, einen frühen Vertreter der Neugotik. Die von Brady entworfene St Luke's Episcopal Church von 1824 ist das älteste erhaltene Bauwerk in Rochester, New York.
Obwohl er in den 1820er Jahren erste berufliche Erfolge als Bauzeichner hatte, überzeugten ihn seine Freunde, insbesondere der Maler John Trumbull, zum Entwurf von Gebäuden zu wechseln. Malerische Standorte, Formen und Kontraste blieben wesentlich für seine Arbeiten, auch wenn seine Bauten im klassischen Stil entworfen waren. Im Jahr 1826 wechselte er in das Büro von Ithiel Town und Martin E. Thompson, das angesehenste Architekturbüro der Neugotik. Dort hatte er Zugriff auf die beste Architekturbibliothek des Landes und erhielt in einer angenehmen Umgebung eine gründliche Ausbildung.
Seit 1829 bildeten Town und sein nunmehriger Partner Davis eines der ersten modernen Architekturbüros und entwarfen viele spätklassizistische Gebäude, davon einige von öffentlicher Bedeutung. In Washington plante Davis die Bürogebäude der Ministerien und das erste Gebäude des Patentamtes (1834). Außerdem entwarf er die Federal Hall in New York City (1833 – 42).
Es folgten eine Reihe von Beratungen über weitere Regierungsgebäude der Bundesstaaten, aber keines wurde direkt nach Davis’ Plänen gebaut. Mit Towns Partner James Dakin entwarf er die monumentale, im korinthischen Stil gehaltene „Colonnade Row“ an der Lafayette Street in New York, das erste großzügige Wohnhaus für die wohlhabende amerikanische Mittelschicht (1833). Er setzte die Partnerschaft mit Town bis zu dessen Tod im Jahr 1844 fort.
Im Jahr 1831 wurde er assoziiertes Mitglied der National Academy. Davis begann die Arbeit an Rural Residences, seiner einzigen Veröffentlichung. Es war das erste Musterbuch für malerische Wohnbauten in einem gezähmten neugotischen Stil, welche durch Zimmerer hergestellt werden konnten, und für die ersten Villen im toskanischen Stil mit flachen Dächern und weit auskragenden Dächern sowie malerischen Ecktürmen. Unglücklicherweise verhinderte die Wirtschaftskrise von 1837 die Ausführung seiner Pläne für eine Reihe von ähnlichen Bänden. Davis bildete bald eine Partnerschaft mit Andrew Jackson Downing, z. B. bebilderte er dessen vielgelesene Bücher.

## Karriere

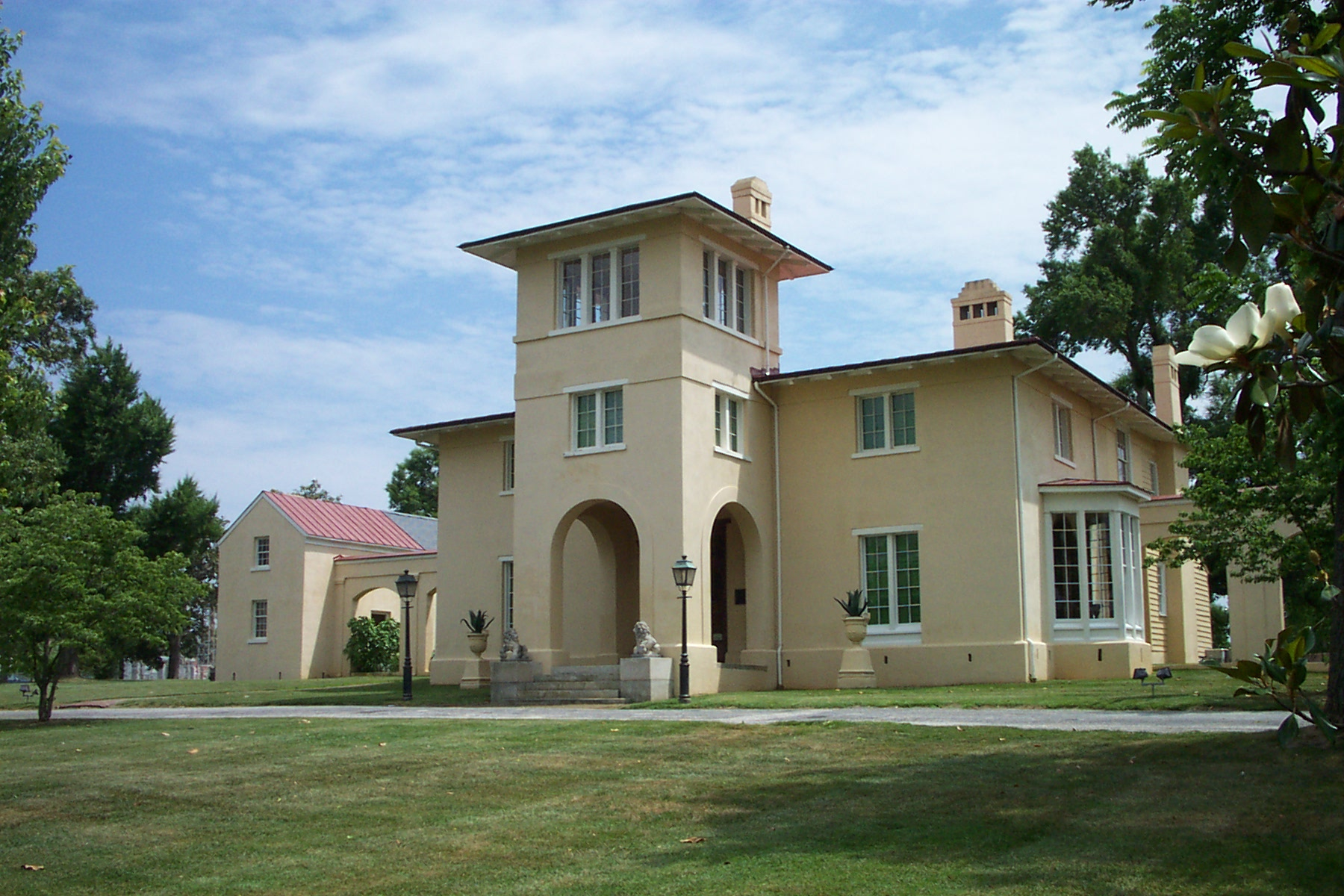
Blandwood Mansion von 1844 in Greensboro, North Carolina, ist ein Beispiel für Davis’ italienisierende Bauten

Die 1840er und 1850er Jahre waren für Davis die erfolgreichsten Jahrzehnte als Architekt von Landhäusern. Die Villa Lyndhurst in Tarrytown (New York) ist, obwohl sie später umgebaut wurde, sein berühmtestes Gebäude. Viele seiner Villen wurden im malerischen Tal des Hudson River gebaut, wo sein Stil im Volksmund Hudson River Bracketed genannt wurde. „Hudson River Bracketed“ wählte Edith Wharton als Titel für einen Roman. Davis schickte seine Entwürfe und Baubeschreibungen an Kunden bis nach Indiana mit der Maßgabe, dass die Arbeiten durch lokale Baufirmen durchgeführt werden. Im Dorf Skaneateles wurden mindestens zwei von Davis entworfene Häuser errichtet. Davis’ Arbeitsweise prägte die Umgangssprache der Bauhandwerker überall im Osten der Vereinigten Staaten, südlich bis North Carolina. Dort entwarf er Blandwood, ab 1846 die Heimat von North Carolinas Gouverneur John Motley Morehead. Das Gebäude gilt als Amerikas erste toskanische Villa. Seine innovative Innenausstattung, insbesondere seine Entwürfe für Kaminumrahmungen und Anrichten, wurden weithin nachgeahmt. Andere einflussreiche Ausstattungsdetails waren Fensterläden, Erkerfenster und verspiegelte Oberflächen zur Reflexion des Tageslichtes.
Kurz nach der Gründung des American Institute of Architects wurde Davis eine Mitgliedschaft angeboten. In den späten 1850er Jahren arbeitete Davis mit dem Unternehmer Llewellyn S. Haskell am Bau von Llewellyn Park in West Orange, New Jersey, einem Vorort, der die erste reine Wohngemeinde in den Vereinigten Staaten war.

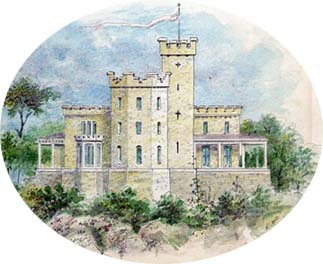
Gotische Villa, Aquarell: Fakultätsgebäude auf dem Parade Ground, Virginia Military Institute, 1850er Jahre

1838 entwarf Davis Gebäude für die University of Michigan und in den 1840er Jahren für die University of North Carolina at Chapel Hill.

Mit dem von 1848 bis 1850 errichteten Virginia Military Institute schuf er den ersten vollständig neugotischen Collegecampus. Die Gebäude wurden aus Ziegeln gebaut und dann verputzt, um den Eindruck von Naturstein entstehen zu lassen. Die Fertigstellung des Entwurfs für den Kasernenblock wurde durch den Bürgerkrieg unterbrochen. Er wurde nach Davis’ Plänen im frühen 20. Jahrhundert vollendet.

## Die Zeit des Bürgerkrieges
Mit dem Ausbruch des Bürgerkrieges im Jahr 1861 ließ das Bauinteresse stark nach. Nach dem Krieg wurden andere Baustile modern, die nicht mehr Davis’ Art entsprachen. 1878 schloss Davis sein Büro, in dem er vorher sowohl gewohnt als auch gearbeitet hatte. In den letzten 30 Jahren seines Lebens baute er wenig. Er verbrachte seinen Ruhestand in West Orange und zeichnete Pläne für pompöse Bauprojekte, im Wissen, dass sie wohl nie realisiert würden. Außerdem kümmerte er sich um die Auswahl und Sortierung seiner Entwürfen und Schriften, da er hoffte, dadurch auch später in Erinnerung zu bleiben. Seine Zusammenstellung wurde auf vier New Yorker Einrichtungen verteilt: die Avery Architectural and Fine Arts Library an der Columbia University, die New York Public Library, die New-York Historical Society und das Metropolitan Museum of Art. Eine weitere Sammlung der von Davis’ Werken wurde in der Bibliothek des Henry Francis DuPont Winterthur Museum zusammengestellt. Nachdem er sein Büro geschlossen hatte, kehrte er zu seiner Frau, Margaret Beale, die er 1883 heiratet, und ihren beiden Kindern zurück. „Wildmont“, sein Sommerhaus oberhalb von Llewellyn Park, wurde für den ganzjährigen Gebrauch umgebaut, brannte jedoch 1884 ab, bevor die Familie einziehen konnte. Davis starb in einem kleinen Haus auf dem Grundstück. Er wurde auf dem Friedhof in Bloomfield, New Jersey beigesetzt.
Davis’ Entwürfe waren innovativ und einflussreich; sie leiteten in der amerikanischen Architektur eine neue Epoche ein, die sich von Einschränkungen der Vergangenheit befreite und sich für neue Formen und Stile öffnete. Er brachte neue Stilrichtungen nach Amerika und entwickelte den „American Bracketed Style“. Seine Entwürfe sprengten die kastenartige amerikanische Hausform mit Überständen in alle Richtungen, Erkerfenstern und Veranden, die das Haus mit der umliegenden Landschaft verbanden. Seine Innenraumplanungen waren oft ungewöhnlich mit offenen Grundrissen und fließenden Räumen. Angeregt vom klassischen Rationalismus arbeitete Davis im romantischen Geist seiner Zeit. Seine tiefe Liebe zur Natur brachte Architektur und Landschaft in Einklang, aber seine Entwürfe waren durchaus auch zukunftsweisend. Das zeitgenössische Interesse an Davis wurde durch eine Retrospektive des Metropolitan Museum im Jahr 1992 angeregt.

## Weiterführende Literatur
- Jane B. Davies: Davis, Alexander Jackson. In: American National Biography (American Council of Learned Societies). 2000.
- Amelia Peck: Alexander Jackson Davis, American Architect 1803–1892. Rizzoli, 1992.
- Adolf K. Placzek (Hrsg.): Macmillan Encyclopedia of Architects. New York 1982, ISBN 0-02-925000-5.
- Aspirations for Excellence: Alexander Jackson Davis and the First Campus Plan for the University of Michigan, 1838.

## Siehe auch

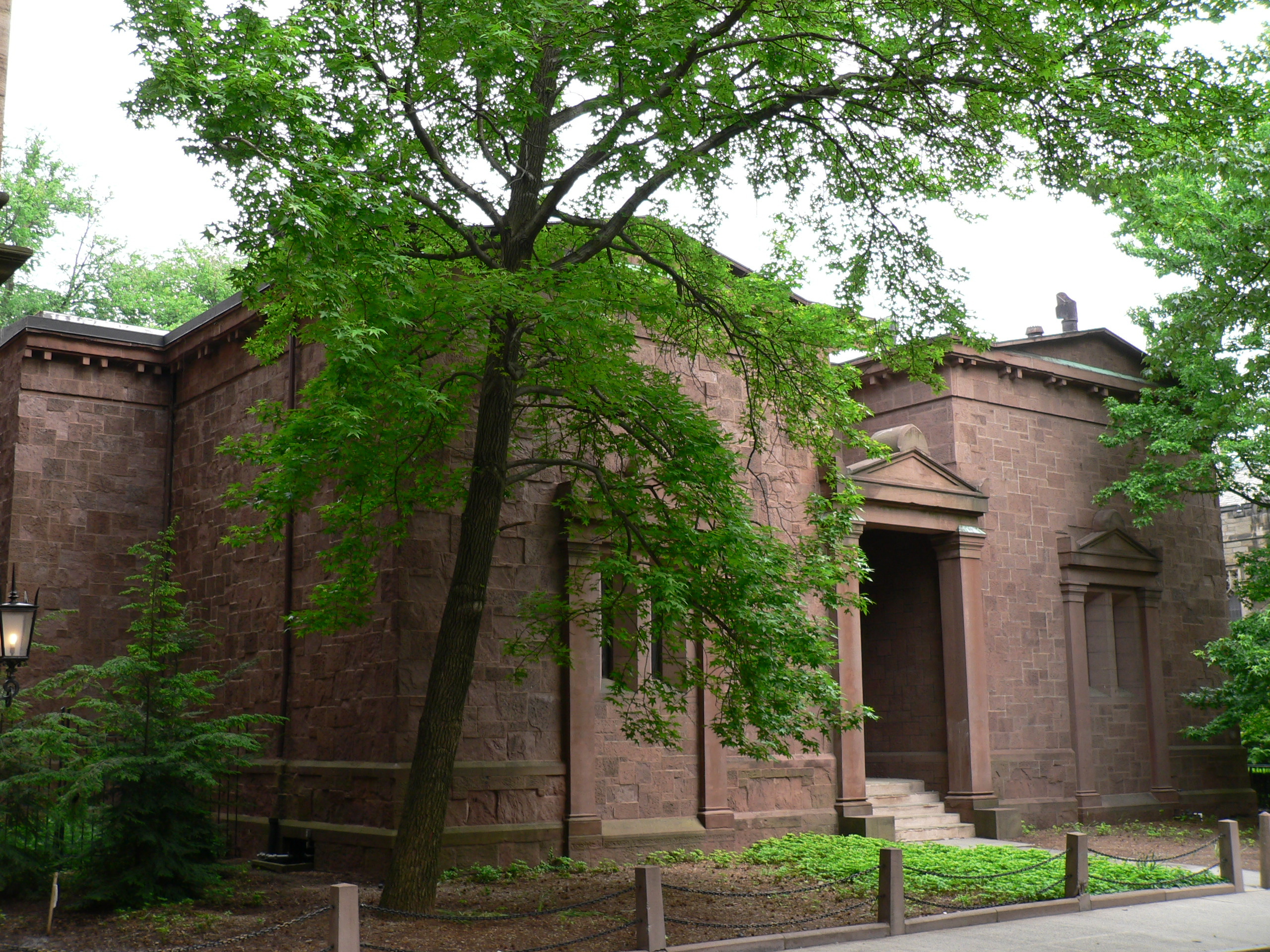
Sogenannte Gruft, Versammlungsort der Studentenverbindung Skull & Bones am Yale College, zugeschrieben A. J. Davis oder Henry Austin (1804–91)

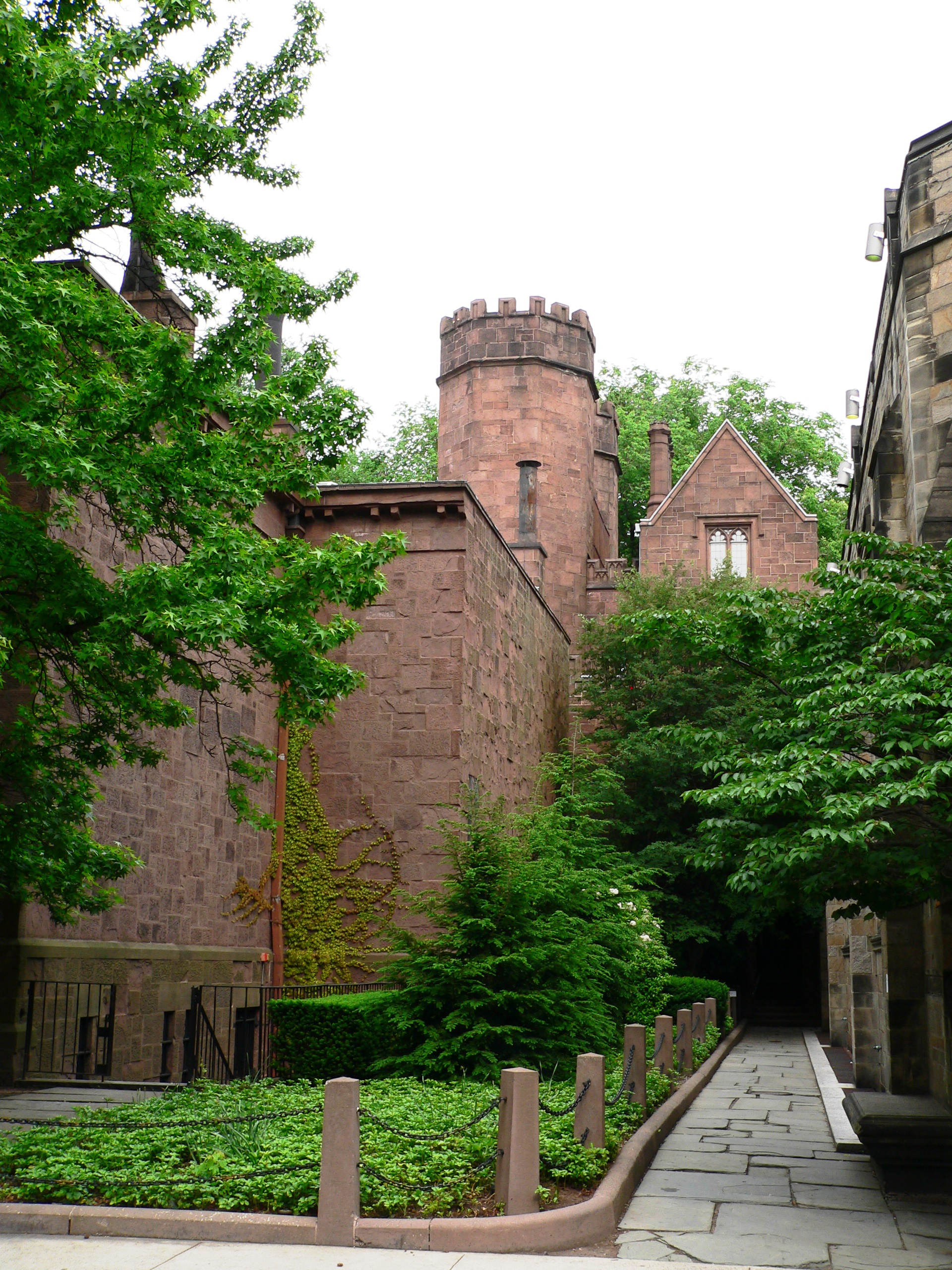
Gruft von Skull & Bones mit den Türmen Davis’, im Hintergrund Teile seiner Yale Alumni Hall (1851–53)